# Leptoiulus helveticus
Leptoiulus helveticus är en mångfotingart som först beskrevs av Karl Wilhelm Verhoeff 1894.  Leptoiulus helveticus ingår i släktet Leptoiulus och familjen kejsardubbelfotingar. Inga underarter finns listade i Catalogue of Life.